# Radu Nunweiller
Radu Nunweiller (Bucarest, 16 novembre 1944) è un allenatore di calcio ed ex calciatore rumeno, di ruolo centrocampista centrale.

## Carriera

### Club
Ha esordito nel calcio professionistico con il Viitorul Bucarest nel 1962. Esordì nella massima lega rumena nel 1963, quando passò alla Dinamo Bucarest. Giocò con la Dinamo Bucarest per 13 anni. Nel 1976 decise di trasferirsi al Corvinul Hunedoara, dove finì la propria carriera da calciatore, avvenuta nel 1979.

### Nazionale
Ha preso parte, insieme alla Nazionale di calcio della Romania, al campionato del mondo 1970.
Nunweiller, nella nazionale di calcio della Romania, ha totalizzato 42 presenze in cui ha segnato 2 gol.

## Palmarès

### Giocatore
- Campionato rumeno: 5

Dinamo Bucarest: 1963-1964, 1964-1965, 1970-1971, 1972-1973, 1974-1975
- Coppa di Romania: 2

Dinamo Bucarest: 1963-1964, 1967-1968

### Allenatore

#### Competizioni nazionali
- Coppa Svizzera: 1

Losanna: 1997-1998
- Challenge League: 1

Yverdon: 2004-2005